# 차기 팔레스타인 총선

팔레스타인의 선거구.

2021년 1월 15일 마흐무드 압바스 대통령이 발표한 명령에 따라, 당초 팔레스타인 총선은 2021년 5월 22일로 예정되어 있었으나, 2021년 4월 29일부터 무기한 연기되었다.

## 역사
2005년 1월 9일 마흐무드 압바스는 팔레스타인 자치 정부의 대통령으로 선출되어, 4년 임기 후 2009년 1월 9일 임기를 종료하였다. 또한, 팔레스타인 입법회 의원 선출 선거는 2006년 1월 25일 진행되었다. 이 두 선거 이후 팔레스타인에서 대통령 선거나 총선거는 치러진 적이 없으며, 지방 선거만 진행되었다.
2007년 2월, 파타-하마스 메카 합의에서, 파타 대표 마흐무드 압바스와 하마스 대표 칼레드 메샬은 통합 정부를 구성하기로 합의하였으며, 이 통합 정부는 팔레스타인 해방기구가 승인한 국가적 목표 달성, 기본법 조항 및 국가 화해 문서 ('수감자' 문서) 준수, 아랍 회담에 따른 결정 사항 시행을 요구받았다.
같은 해 3월, 팔레스타인 입법회는 찬성 87 대 반대 3으로 통합 정부를 구성하였다. 가자와 라말라에서 동시에 열린 기념식에서, 압바스는 정부 각료들을 임명했다. 6월에는 하마스와 파타 간 무력 충돌이 발생했으며, 이어진 가자 전투에서 하마스는 가자 지구 내 팔레스타인 자치 정부군을 거의 완전히 붕괴시켜, 가자 지구의 통제권을 장악하였다. 압바스 대통령은 하마스 주도 정부를 해산하고, 무장 단체로서의 하마스를 불법으로 규정하였다.
2007년 9월, 압바스는 2005년 제정된 선거법을 개정하여, 의석 전체를 비례대표제로 선출하도록 하였다. 압바스는 입법회가 기능하지 않기 때문에 대통령 명령으로서 법을 개정할 수 있다고 주장하였으나, 하마스는 이 조치를 다음 선거에서 하마스의 당선 확률을 줄이려는 목적으로 보고 불법이라고 주장하였다.
2010년 경부터 가자 지구 내 치안 및 경제 상황이 급격히 악화하였으며, 이 시기 하마스는 이란의 지원을 받아 가자 지구에서 이스라엘을 향해 로켓 수천 발을 발사하였다. 하마스는 서안 지구 또한 장악하겠다는 의사를 줄곧 내비쳤으며, 총선을 팔레스타인 자치 정부를 불안정화하는 용도로 사용하겠다고 여러 차례 밝혔다.

### 선거 문제 해결 시도
2008년 9월, 압바스 대통령의 임기를 1년 연장하거나, 입법부를 1년 일찍 해산해, 대통령 선거와 총선거를 동시에 실시하자는 주장이 제기되었는데, 하마스는 동시 선거 실시에 반대하였으며, 대통령 선거는 2009년 1월, 총선거는 2010년에 실시해야 하며, 2009년 1월 9일 압바스 대통령의 임기가 끝나면 다음 대통령 선거까지 입법부 대변인 아지즈 두와이크가 대통령직을 맡아야 한다고 주장하였다. 파타는 선거법에서 대통령 선거와 총선거가 동시에 실시되어야 한다고 규정하기 때문에, 두 선거 모두 2006년 총선거의 4년 후인 2010년 1월에 동시에 실시되어야 한다고 주장하였다. 2009년 3월 카이로에서 하마스와 파타는 2010년 1월 25일 선거를 실시하기로 합의하였다.
2010년 2월, 같은 해 7월에 가자 지구 및 서안 지구에서 지방 선거를 실시하기로 계획하였으나, 서안 지구의 정부는 '국가적 통합'을 지키기 위함이라는 이유를 들며 선거를 연기하였으며, 이에 대해 12월 팔레스타인 고등 법원에서는, 내각에서 선거를 결정한 이상 지방 정부에서 취소할 수 없다고 판결하였다. 파타와 하마스 간 분쟁으로 인해, 여러 차례 연기를 거쳐, 2012년 10월 서안 지구에서만 지방 선거가 열렸으며, 대통령 선거와 총선거는 열리지 못했다.
2011년 2월, 팔레스타인 해방기구를 비판하는 팔레스타인 문서의 유출 후 이스라엘과의 협상을 담당하던 사에브 에레카트가 사퇴하자, 팔레스타인 해방기구 집행위원회는 10월 전 총선을 실시할 계획이라고 발표하였다.
하마스 대변인 파우지 바훔은 압바스에게 선거를 실시할 수 있는 권한이 없으며, 하마스는 총선에 참여하지 않을 것이고, 결과 또한 인정하지 않을 것이라고 발표하였다.
2011년 10월, 길라드 샬리트 포로 교환 이후 가자 지구에서의 하마스의 입지가 굳어짐에 따라, 하마스가 선거에 참여할 의향이 생겼을 것이라는 관측 하에, 압바스는 하마스에게 2012년 초에 총선을 실시하자고 제안하였다. 2011년 11월에는 2012년 5월 4일 총선을 실시하기로 합의하었으나, 지속된 논쟁으로 인해 해당 일자에도 총선은 치뤄지지 못했다.
2013년 12월 20일, 하마스는 팔레스타인 자치 정부에게 총선거 실시를 위해 6개월 간 연립 정부를 결성하자고 제안하였다. 2013년, 팔레스타인이 유엔 총회 옵서버 자격을 취득함에 따라, 파타-하마스 회담을 통해 총선을 개최하자는 주장이 제기되었으며, 2014년 4월, 파타와 하마스 간 합의가 맺어짐에 따라, 같은 해 6월 2일 연정이 결성되었으며, 합의 시점부터 6개월 내 총선이 열릴 예정이었으나, 이후 무기한 연기되었다. 2017년 10월 파타와 하마스가 체결한 합의에서는, 하마스가 가자 지구에서의 정부를 해산하고, 2018년 말 총선을 개최한다는 내용이 담겼지만, 이 시기에도 선거는 열리지 않았다.
압바스는 2019년 9월 26일 유엔 총회에서의 연설에서, 서안 지구로 돌아간 후 선거일을 정하겠다고 밝혔으며, 하마스는 이에 대해 '포괄적인 총선거'를 실시할 준비를 갖췄다는 의견을 표했다. 같은 해 11월 6일, 압바스 대통령이 총선 후보 등록 기준으로 팔레스타인 해방기구가 맺은 합의를 인정할 것을 제시하자, 하마스와 팔레스타인 이슬람 지하드는 선거를 거부하였다.

## 중단
2019년 11월 11일, 압바스는 동예루살렘과 가자 지구가 포함되지 않는 한 총선은 열리지 않을 것이라고 발언하였으며, 11월 26일에는 하마스가 총선에 참여하기로 팔레스타인 중앙 선거 위원회와 합의하였으며, 하마스 또한 동예루살렘이 제외되는 것을 용납하지 않을 것이라는 하마스 측의 발표가 있었다. 12월 초 압바스는 총선이 수 개월 내 치뤄질 것이라고 발표하였다. 2019년 12월 10일, 팔레스타인 자치 정부는 이스라엘에게 동예루살렘에서의 투표 허용을 요청했으나, 이스라엘은 안보 내각이 결정할 것이라고 답변하였다. 2020년 파타와 하마스는 총선을 2021년 2월~3월 사이에 진행하기로 합의하였다.
2021년 3월 14일, 팔레스타인 자치 정부 관계자는 예루살렘 거주 아랍인이 총선에 참여하기로 했다고 밝혔지만, 이에 대해 이스라엘 정부 관계자는 결정된 사항이 없다고 말했다. 2021년 4월 19일 유럽 연합 집행위원회 대변인은 유럽연합 차원에서 "예루살렘에서의 선거를 참관하기 위해 이스라엘 정부에 지속적인 연락을 취했으나, 승인 답변은 아직 돌아오지 않았다"고 밝혔다. 4월 21일 자치 정부 대통령 대변인 나빌 아부 루데이네는 "대통령령과 지정된 날짜에 따라 팔레스타인 선거를 실시하겠다는 지도부의 약속"을 강조하였다. 4월 29일, 지도층 회담 전 하마스는, 파타가 선거를 연기하거나 취소하려 한다고 예상하고, 선거 연기에 반대한다는 입장을 밝히며 지도층 회담 참석을 거부했다. 하마스는 또한 동예루살렘에서의 선거 개최는 이스라엘의 허가가 필요하지 않다고도 주장하였다.
선거 준비 과정에서 파타는 선거인단을, 압바스 주도의 정식 선거인단과, 제1차 및 제2차 인티파다 주도자인 마르완 바르구티 주도의 선거인단과, 전 파타 보안 담당 모함메드 다란 주도의 선거인단 셋으로 나누었다. 여론조사 결과에서는, 압바스가 약 4분의 1 가량에, 두 파타 이탈파가 각각 4분의 1에 약간 못 미치는 득표율을 보일 것이라고 예상하였다.
4월 29일, 압바스는 "어려운 상황으로 인해, 예루살렘의 참여가 보장될 때까지 총선 일자를 연기하기로 했다"고 발표하였다.

### 반응
파타의 양 대표 마르완 바르구티와 모함메드 다란은 압바스가 선거에서 하마스나 파타 이탈파에게 패배할 가능성을 제일 걱정한 것이라고 말하였다.
하마스는 "마흐무드 압바스 대표가 보인 것과 같은, 팔레스타인 선거를 방해하기로 한, 파타와 팔레스타인 자치 정부의 결정을 매우 유감스럽게 생각한다"며, 이를 "국가적 협력과 합의라는 길에 반대하는 쿠데타"라고 칭했다.
유럽연합 외무 책임자 주제프 보렐은 다음과 같은 입장을 내놓았다.
5월 22일로 예정되어 있던 총선거를 포함해, 예정된 팔레스타인 선거를 연기하기로 한 결정은 매우 실망스럽다. 우리는 모든 팔레스타인 행위자에게, 지난 몇 달 간 진행된 파벌 간 성공적인 회담을 진행하기 위한 노력을 재개할 것을 강력히 촉구한다. 새 선거일은 지체 없이 정해져야 한다. 우리는 이스라엘에게, 동예루살렘을 포함한 팔레스타인 영토 전역에서 이러한 선거의 개최를 용이하게 할 것을 촉구한다.

유엔 중동 평화 특별 조정관 토르 웨네스랜드는 다음과 같은 입장문을 발표하였다.
이전 합의와 같이 동예루살렘을 포함한 팔레스타인 점령지 전역에서의 투명하고 포괄적인 선거를 실시하는 것은 팔레스타인 기관의 정당성과 신뢰성을 새로이 하고 팔레스타인 국민 통합을 재결성하는 데 필수적인 것으로 남아 있다. 이는 점령을 끝내기 위한 유의미한 합의를 향하고, 유엔 결의, 국제법, 기존 합의에 따른 양국 방안을 실현하기 위한 길을 열어줄 것이다. 선거를 위한 시기적절한 새 날짜를 설정하는 것이, 팔레스타인 국민들에게 목소리를 들을 것이라고 확신시키는 중요한 단계가 될 것이다.

2021년 6월 팔레스타인 정책 조사 연구 센터가 진행한 여론조사에 따르면, 팔레스타인 유권자 70% 이상은, 최대한 빠르게 총선을 진행해야 하며, 이스라엘이 동예루살렘 유권자의 투표를 막더라도 선거를 실시해야 한다고 보았다.

## 총선에 대한 합의
총선은 팔레스타인 자치 정부가 관할하는 지역에서 실시하기로 결정되었는데, 하마스, 유엔, 유럽연합 등 여러 단체는 이 결정을 환영하였다. 2월 9일 하마스와 파타는 선거 방법, 선거인, 공개 선거 등 여러 원칙에 대해 합의하였다. 국제 사회는 2006년 중동 콰르텟이 정한 비폭력, 이스라엘의 존재 인정, 중동 평화 로드맵 등 기존 합의의 인정이라는 원칙을 양 측 모두 따를 것을 촉구하였다.
총선은 팔레스타인 중앙 선거 위원회에서 관리할 예정이었다. 중앙 선거 위원회장 한나 나시르는 2021년 1월, "예루살렘, 서안 지구, 가자 지구에 사는 팔레스타인인 200만 명 가량이 투표할 수 있을 것이다"고 밝혔으며, 3월 2일 유권자 등록 기간 후 중앙 선거 위원회는 팔레스타인인 280만 명 중 260만 명(93%)이 유권자로 등록했다고 발표하였다.

## 정당 목록
3월 31일 자정까지 제출된 정당별 후보자 명단은 총 36개였다. 이 중에는 다음 정당이 포함되어 있었다.
- 파타 (대표: 마흐모드 알로울)[69]
- 자유 (대표: 나세르 알쿠드와, 파드와 바르구티)[70]
- 하마스 (대표: 칼릴 알하야)[69]
- 좌파연합 (팔레스타인 인민당과 팔레스타인 민주연합의 동맹, 대표: 파드와 코데르)[71]
- 팔레스타인 국가구상 (대표: 무스타파 바르구티)[72]
- 팔레스타인 해방대중전선[68][73]
- 팔레스타인 해방민주전선[74]
- 함께 할 수 있다 (대표: 살람 파야드 전 총리)[68]
- 미래 (대표: 모함메드 다란)[75]

## 여론조사
2020년 12월 팔레스타인 정책 조사 연구 센터(Palestinian Center for Policy and Survey Research, PCPSR)가 진행한 여론조사 결과, 팔레스타인인 52% 가량은 현재 상태로 선거를 치룰 경우 공정하거나 자유롭지 못할 것이라며, 선거를 성공적으로 진행하기 위해서는 많은 문제가 있다고 보았다.

2021년 10월 예루살렘 미디어 커뮤니케이션 센터(Jerusalem Media & Communication Centre, JMCC)와 프리드리히 에버트 재단이 진행한 여론조사에서는 새 총선일을 정해야 한다는 의견은 70%가 넘었지만, 이 중 절반 가량만 실제로 선거에 참여할 것이며, 42%는 참여하지 않을 것이라는 결과를 보여, "'시민들'의 총선 및 대통령 선거에 대한 갈증"을 나타낸다고 표현하였다.
| 여론조사 기관 | 조사 기간               | 링크                                                 | 파타                                                 | 하마스                                               | PFLP                                                 | PNI                                                  | 제3의 길                                             | DFLP                                                 | PPP                                                  | 미결정 / 기타                                        | 1-2위 차이                                           |    |    |   |
| ------------- | ----------------------- | ---------------------------------------------------- | ---------------------------------------------------- | ---------------------------------------------------- | ---------------------------------------------------- | ---------------------------------------------------- | ---------------------------------------------------- | ---------------------------------------------------- | ---------------------------------------------------- | ---------------------------------------------------- | ---------------------------------------------------- | -- | -- | - |
| 여론조사 기관 | 조사 기간               | 링크                                                 | PCPSR                                                | 2023년 6월 7~11일                                    |                                                      | 31                                                   | 34                                                   | 11                                                   | 11                                                   | 11                                                   | 11                                                   | 11 | 23 | 3 |
| PCPSR         | 2023년 3월 8~11일       |                                                      | 35                                                   | 33                                                   | 9                                                    | 9                                                    | 9                                                    | 9                                                    | 9                                                    | 22                                                   | 2                                                    |    |    |   |
| PCPSR         | 2022년 12월 7~10일      |                                                      | 34                                                   | 34                                                   | 10                                                   | 10                                                   | 10                                                   | 10                                                   | 10                                                   | 21                                                   | 동률                                                 |    |    |   |
| PCPSR         | 2022년 9월 13~17일      |                                                      | 34                                                   | 32                                                   | 12                                                   | 12                                                   | 12                                                   | 12                                                   | 12                                                   | 22                                                   | 2                                                    |    |    |   |
| PCPSR         | 2022년 6월 22~25일      |                                                      | 35                                                   | 36                                                   | 7                                                    | 7                                                    | 7                                                    | 7                                                    | 7                                                    | 20                                                   | 1                                                    |    |    |   |
| PCPSR         | 2022년 3월 16~20일      |                                                      | 42                                                   | 36                                                   | 8                                                    | 8                                                    | 8                                                    | 8                                                    | 8                                                    | 14                                                   | 6                                                    |    |    |   |
| PCPSR         | 2021년 12월 8~11일      |                                                      | 35                                                   | 38                                                   | 9                                                    | 9                                                    | 9                                                    | 9                                                    | 9                                                    | 18                                                   | 3                                                    |    |    |   |
| JMCC          | 2021년 10월             | 보관됨 2023-10-13 - 웨이백 머신                      | 34.3                                                 | 10.2                                                 | 1                                                    | 0.4                                                  | 빈칸                                                 | 0.3                                                  | 0.4                                                  | 53.4                                                 | 24.1                                                 |    |    |   |
| PCPSR         | 2021년 9월 15~18일      |                                                      | 32                                                   | 37                                                   | 13                                                   | 13                                                   | 13                                                   | 13                                                   | 13                                                   | 18                                                   | 5                                                    |    |    |   |
| PCPSR         | 2021년 6월 9~12일       |                                                      | 30                                                   | 41                                                   | 12                                                   | 12                                                   | 12                                                   | 12                                                   | 12                                                   | 17                                                   | 11                                                   |    |    |   |
|               | 2021년 5월 22일         | (당초 총선 예정일, 같은 해 4월 29일에 무기한 연기됨) | (당초 총선 예정일, 같은 해 4월 29일에 무기한 연기됨) | (당초 총선 예정일, 같은 해 4월 29일에 무기한 연기됨) | (당초 총선 예정일, 같은 해 4월 29일에 무기한 연기됨) | (당초 총선 예정일, 같은 해 4월 29일에 무기한 연기됨) | (당초 총선 예정일, 같은 해 4월 29일에 무기한 연기됨) | (당초 총선 예정일, 같은 해 4월 29일에 무기한 연기됨) | (당초 총선 예정일, 같은 해 4월 29일에 무기한 연기됨) | (당초 총선 예정일, 같은 해 4월 29일에 무기한 연기됨) | (당초 총선 예정일, 같은 해 4월 29일에 무기한 연기됨) |    |    |   |
| PCPSR         | 2021년 3월 14~19일      |                                                      | 43                                                   | 30                                                   | 8                                                    | 8                                                    | 8                                                    | 8                                                    | 8                                                    | 18                                                   | 13                                                   |    |    |   |
| PCPSR         | 2020년 12월 8~11일      |                                                      | 38                                                   | 34                                                   | 10                                                   | 10                                                   | 10                                                   | 10                                                   | 10                                                   | 19                                                   | 4                                                    |    |    |   |
| PCPSR         | 2020년 9월 9~12일       |                                                      | 38                                                   | 34                                                   | 8                                                    | 8                                                    | 8                                                    | 8                                                    | 8                                                    | 20                                                   | 4                                                    |    |    |   |
| PCPSR         | 2020년 6월 17~20일      |                                                      | 36                                                   | 34                                                   | 8                                                    | 8                                                    | 8                                                    | 8                                                    | 8                                                    | 23                                                   | 2                                                    |    |    |   |
| PCPSR         | 2020년 2월 5~8일        |                                                      | 38                                                   | 32                                                   | 12                                                   | 12                                                   | 12                                                   | 12                                                   | 12                                                   | 18                                                   | 6                                                    |    |    |   |
| PCPSR         | 2019년 12월 11~14일     |                                                      | 40                                                   | 32                                                   | 10                                                   | 10                                                   | 10                                                   | 10                                                   | 10                                                   | 20                                                   | 8                                                    |    |    |   |
| PCPSR         | 2019년 9월 11~14일      |                                                      | 38                                                   | 29                                                   | 11                                                   | 11                                                   | 11                                                   | 11                                                   | 11                                                   | 23                                                   | 9                                                    |    |    |   |
| PCPSR         | 2019년 6월 27~30일      |                                                      | 39                                                   | 30                                                   | 10                                                   | 10                                                   | 10                                                   | 10                                                   | 10                                                   | 21                                                   | 9                                                    |    |    |   |
| PCPSR         | 2019년 3월 13~16일      |                                                      | 39                                                   | 32                                                   | 8                                                    | 8                                                    | 8                                                    | 8                                                    | 8                                                    | 18                                                   | 7                                                    |    |    |   |
| PCPSR         | 2018년 12월 12~16일     |                                                      | 35                                                   | 34                                                   | 10                                                   | 10                                                   | 10                                                   | 10                                                   | 10                                                   | 21                                                   | 1                                                    |    |    |   |
| PCPSR         | 2018년 9월 5~8일        |                                                      | 36                                                   | 27                                                   | 10                                                   | 10                                                   | 10                                                   | 10                                                   | 10                                                   | 28                                                   | 9                                                    |    |    |   |
| PCPSR         | 2018년 6월 25일~7월 1일 |                                                      | 39                                                   | 32                                                   | 9                                                    | 9                                                    | 9                                                    | 9                                                    | 9                                                    | 20                                                   | 7                                                    |    |    |   |
| PCPSR         | 2018년 3월 14~17일      |                                                      | 36                                                   | 31                                                   | 9                                                    | 9                                                    | 9                                                    | 9                                                    | 9                                                    | 25                                                   | 5                                                    |    |    |   |